# Alberto Malesani
Alberto Malesani (* 5. Juni 1954 in Verona) ist ehemaliger italienischer Fußballspieler und derzeitiger -trainer.

## Spielerkarriere
Alberto Malesani kam als Fußballspieler nie über die 3. Liga hinaus. Er begann bei Audace San Michele und spielte mit 16 Jahren kurzzeitig für Lanerossi Vicenza. Mit Audace stieg er 1977 von der Serie D in die Serie C auf, dort konnte sich der Verein allerdings nur eine Saison halten. Weitere Stationen des Mittelfeldspielers waren Officine Bra, Ambrosiana und Casaleone. Mit Mitte Zwanzig beendete Malesani seine Spielerkarriere und arbeitete für den Kamerahersteller Canon.

## Trainerkarriere
Für Canon musste er häufiger in die Niederlande reisen, in Amsterdam beobachtete er die Trainingsarbeit bei Ajax Amsterdam. Anfang der 1980er Jahre war er Sportdirektor beim unterklassigen Verein Olimpia Domiro.
Einige Jahre später wurde er Jugendtrainer bei Chievo Verona, von 1991 bis 1993 war er dort Assistenztrainer. In der Saison 1993/94 übernahm er als Cheftrainer die erste Mannschaft und stieg mit ihr von der Serie C1 in die Serie B auf. In den folgenden Jahren führte Malesani Chievo jeweils zum sicheren Klassenerhalt, 1996/97 wurde die Mannschaft gar Siebter. Malesani wechselte zum AC Florenz in die Serie A, mit dem er Fünfter wurde. Von 1998 bis 2001 war Malesani Trainer bei der AC Parma, mit dem er Italienischer Pokalsieger, Italienischer Supercup-Gewinner und UEFA-Pokal-Gewinner wurde. 2001 wurde er entlassen.
Anschließend arbeitete er bei Hellas Verona, allerdings stieg die Mannschaft in die Serie B ab, 2002/03 wurde sie nur 13. in der zweithöchsten italienischen Spielklasse. 2003/04 betreute Malesani die Mannschaft des FC Modena, die Zusammenarbeit mit ihm wurde im März 2004 vorzeitig beendet.
Im Februar 2005 übernahm er den griechischen Spitzenklub Panathinaikos Athen, mit dem er 2005 Vizemeister und 2006 Dritter wurde. Nachdem Malesani die Champions-League-Qualifikation verpasst hatte, verzichtete er auf eine Vertragsverlängerung und gab dafür private Gründe an. Ab Januar 2007 war er Trainer von Udinese, ehe er im November gleichen Jahres beim FC Empoli anheuerte. Dort wurde der im März 2008 entlassen und durch seinen Vorgänger Luigi Cagni ersetzt. Ab dem 23. November 2009 war er mit dem Klassenerhalt in Siena beauftragt, stieg mit dem Verein jedoch zum Saisonende in die Serie B ab und wurde daraufhin seines Amtes enthoben.
Am 1. September 2010 übernahm er das Amt des Cheftrainers beim FC Bologna, nachdem sein Vorgänger Franco Colomba vor dem Saisonstart entlassen worden war. Zur Saison 2011/12 übernahm er das Traineramt beim CFC Genua, wurde jedoch im Dezember 2011 wieder entlassen. Im März 2012 holte der CFC Genua Malesani als Trainer zurück. Am 23. April 2012 wurde er nach einer 1:4-Niederlage gegen den AC Siena jedoch erneut entlassen.
Am 5. Februar 2013 übernahm Malesani die Erstligaelf der US Palermo. Nach drei Unentschieden in drei Spielen wurde Malesani am 25. Februar 2013 wieder entlassen. Am 29. Januar 2014 verpflichtete ihn der abstiegsbedrohte Erstligist Sassuolo Calcio als Nachfolger von Eusebio Di Francesco.

### Erfolge
- Italienischer Pokalsieger mit der AC Parma 1998/99
- Italienischer Supercupsieger mit der AC Parma 1999
- UEFA-Pokal-Sieger mit der AC Parma 1998/99